# Bò Yakutia
Bò Yakutian, Саха ынаҕа (Sakha ınaga) trong ngôn ngữ Sakha, là một giống bò bản địa được nuôi ở phía bắc của Vòng Bắc cực ở Cộng hòa Sakha. Chúng được ghi nhận về sự cứng rắn và chịu đựng của chúng đối với nhiệt độ đóng băng.

## Sử dụng
Bò Yakutian là một giống ba mục đích sản xuất sữa và thịt và cũng đã được sử dụng làm động vật kéo cày, trợ giúp công việc đồng áng.
Năng suất sữa trung bình khoảng 1.000 kg mỗi năm. Bò Yakutian có sữa giàu dinh dưỡng, với hàm lượng chất béo trung bình là 5,03% và hàm lượng protein trung bình là 4,69%.
Thịt của bò Yakutian được biết đến với màu cẩm thạch tự nhiên của nó.

## Lịch sử
Bò Yakutian là hậu duệ của các giống bò bản địa Siberia. Sakha (tức là Yakuts) đã đưa nó từ vùng Baikal phía nam đến các hạ lưu của sông Lena, sông Yana, sông Indigirka và sông Kolyma khi họ di cư về phía bắc vào thế kỷ XIII. Cùng với ngựa Yakutian, nó là cơ sở của nền văn hóa Sakha của thịt và chăn nuôi bò sữa trong điều kiện khắc nghiệt của vùng Viễn Bắc Nga.
Bò Yakutian được thuần chủng cho đến năm 1929, nhưng sau đó lai tạo rộng rãi với bò Simmental và bò Kholmogory có năng suất cao hơn bắt đầu. Trong khi nhiều giống bản địa khác đã biến mất trong thời kỳ này, bò Yakutian đã được các nhà lai tạo gia súc truyền thống và các nhà khoa học cá nhân lưu lại.